# Olimpíada de xadrez de 1958
A Olimpíada de xadrez de 1958 foi a 13.ª edição da Olimpíada de Xadrez organizada pela FIDE, realizada em Munique entre os dias 30 de setembro e 23 de outubro. A equipe da União Soviética (Mikhail Botvinnik, Vassily Smyslov, Paul Keres, David Bronstein, Mikhail Tal e Tigran Petrosian) conquistou a medalha de ouro, repetindo o feito das edições anteriores, seguidos da Iugoslávia (Svetozar Gligorić, Aleksandar Matanović, Borislav Ivkov, Petar Trifunović, Božidar Đurašević e Andrija Fuderer) e Argentina (Herman Pilnik, Oscar Panno, Erich Eliskases, Rodolfo Argentino Redolfi, Raúl Sanguineti e Jaime Emma).

## Quadro de medalhas
| Tabuleiro | Ouro                                    | Prata                              | Bronze                                 |
| 1.º       | YUG Svetozar Gligorić                   | NED Max Euwe                       | URS Mikhail Botvinnik                  |
| 2.º       | CAN Frank Anderson                      | URS Vasily Smyslov ARG Oscar Panno | -                                      |
| 3.º       | URS Paul Keres                          | TCH Jiří Fichtl                    | PHI Melitón Borja                      |
| 4.º       | URS David Bronstein                     | USA Larry Evans                    | SWE Zandor Nilsson                     |
| 1.º res   | URS Mikhail Tal                         | BUL Georgi Tringov                 | USA Nicolas Rossolimo NED Haije Kramer |
| 2.º res   | URS Tigran Petrosian HUN Győző Forintos | -                                  | YUG Andrija Fuderer                    |